# Bonassola
Bonassola (ligur nyelven Bonasseua) település Olaszországban, Liguria régióban, La Spezia megyében. Lakosainak száma 794 fő (2023. január 1.). Bonassola Framura és Levanto községekkel határos.

## Népesség
A település népességének változása:
| Lakosok száma | 844  | 833  | 794  |
|               | 2017 | 2018 | 2023 |